# 法林洛尔
法林洛尔是一种含氮有机化合物，化学式C
12H
24N
2O
2，带有环丙基和酮肟基团，能作为β受体阻滞剂。